# Tecumseh (Indiana)
Tecumseh es un lugar designado por el censo ubicado en el condado de Vigo en el estado estadounidense de Indiana. En el Censo de 2010 tenía una población de 658 habitantes y una densidad poblacional de 97,75 personas por km².

## Geografía
Tecumseh se encuentra ubicado en las coordenadas 39°33′57″N 87°25′48″O / 39.56583, -87.43000. Según la Oficina del Censo de los Estados Unidos, Tecumseh tiene una superficie total de 6.73 km², de la cual 6.53 km² corresponden a tierra firme y (3.04%) 0.2 km² es agua.

## Demografía
Según el censo de 2010, había 658 personas residiendo en Tecumseh. La densidad de población era de 97,75 hab./km². De los 658 habitantes, Tecumseh estaba compuesto por el 97.26% blancos, el 0% eran afroamericanos, el 0.15% eran amerindios, el 1.52% eran asiáticos, el 0% eran isleños del Pacífico, el 0% eran de otras razas y el 1.06% pertenecían a dos o más razas. Del total de la población el 1.06% eran hispanos o latinos de cualquier raza.